# Sygnalizacja świetlna

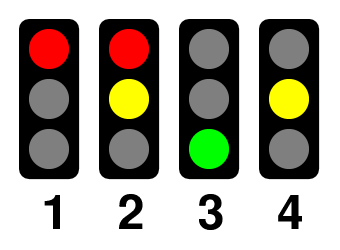
Czterofazowy układ faz świateł

Trójfazowy układ faz świateł

Sygnalizacja świetlna – ogół systemów kierujących ruchem drogowym na skrzyżowaniach i przejściach dla pieszych.

## Cechy ogólne
Najczęściej światła „zmieniają się” w ściśle określonych odstępach czasu (sygnalizacja cykliczna) w odpowiednich proporcjach czasowych dla każdej ze stron, w zależności od natężenia ruchu dla danej strony (dla ruchu o dużym natężeniu lub mającym pierwszeństwo przejazdu zielone światło świeci się dłużej, zaś dla ruchu o małym natężeniu – odpowiednio krócej). Na drogach szybkiego ruchu, gdzie ruch pieszych jest niewielki, a także w przypadku sygnalizacji zliczającej pojazdy, montuje się sygnalizację, która umożliwia pieszemu przejście tylko po naciśnięciu przycisku. Najnowocześniejsze systemy wykrywają pojazdy zbliżające się do skrzyżowania i kierują ruchem tak, by dostosować czasy włączenia świateł do ruchu na danym kierunku, co znacznie skraca czas oczekiwania na zmianę świateł na skrzyżowaniach o średnim i małym ruchu. Systemy te mogą też ułatwić przejazd pojazdom uprzywilejowanym. Detekcja pojazdów jest możliwa dzięki umieszczeniu pod drogą pętli indukcyjnych przed światłami; często wykorzystuje się też kamery (pętle wirtualne) pozwalające na zwiększenie odległości wykrywania pojazdów, stosowane są także tam, gdzie nie można zamontować pętli indukcyjnych (bruk). W niektórych krajach, pojazd uprzywilejowany może być wyposażony w nadajnik, który daje sygnał, aby na trasie, którą ma jechać, włączyło się czerwone światło na wszystkich kierunkach skrzyżowań (w celu zapewnienia bezkolizyjnego przejazdu pojazdowi uprzywilejowanemu).
Zazwyczaj sygnalizacja jest trójbarwna dla samochodów i dwubarwna dla pieszych (światła w kształcie ludzkich sylwetek), gdzie rolę światła żółtego informującego o zmianie na czerwone pełni pulsujące światło zielone. Obecnie istnieje wiele rodzajów sygnalizatorów w zależności od:
- grupy uczestników ruchu, jaka mu podlega (np. dla pojazdów samochodowych, pieszych, tramwajów itp.),
- przeznaczenia (np. na przejazdach kolejowo-drogowych – sygnalizator z jednym pulsującym światłem czerwonym lub dwoma na przemian pulsującymi takimi światłami),
- możliwych wykonywanych manewrów (sygnalizatory kierunkowe wskazujące na możliwe wykonywanie bezkolizyjnych manewrów, a także sygnalizatory z wbudowanym obok sygnałem skrętu warunkowego).

Od połowy lat dziewięćdziesiątych na przejściach dla pieszych montuje się głośniki dla osób słabowidzących sygnalizujące światło zielone poprzez regularne popiskiwanie, krótką melodię lub oba sygnały poprzez komunikat głosowy. Sygnalizatory w układzie pionowym zawierają od góry kolejno światła kolorów: czerwonego, żółtego i zielonego (jest to istotne dla osób chorych na ślepotę barw), w niektórych krajach można spotkać poziomy układ sygnalizacji. Wygaszone komory sygnalizatorów powinny być czarne, co wraz z zadaszeniem poprawia ich widzialność w słoneczne dni. Także obudowy najczęściej są czarne.
Polski kodeks ruchu drogowego dokładnie opisuje znaczenia poszczególnych sygnałów wydawanych przez sygnalizator w poniższej kolejności.
Sygnały podstawowe

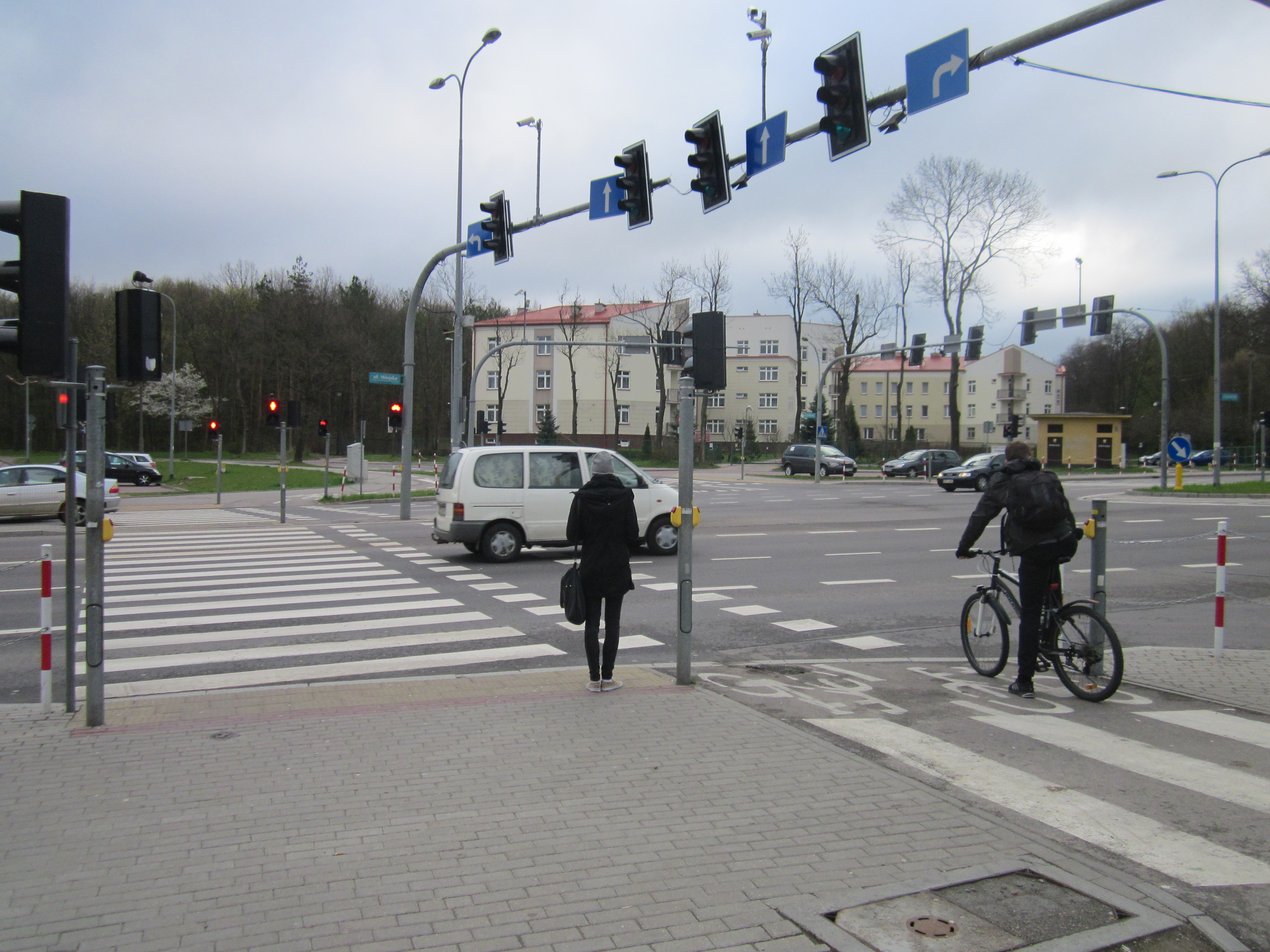
Sygnalizacja świetlna dla pieszych i rowerzystów (skrzyżowanie ul. Świerkowej i Wiejskiej, Białystok, 2014)

- sygnał czerwony – zabrania wjazdu za sygnalizator, a pieszym – wejścia na przejście dla pieszych,
- sygnał czerwony z żółtym – zabrania wjazdu za sygnalizator, informując jednocześnie o zmianie nadawanego sygnału na zielony,
- sygnał zielony (dla pieszych – ciągły) – zezwala na wjazd za sygnalizator, a pieszym – wejście na przejście dla pieszych,
- sygnał żółty ciągły – zabrania wjazdu za sygnalizator, chyba że w momencie jego zaświecenia kierujący pojazdem był tak blisko sygnalizatora, że nie mógłby się przed nim zatrzymać bez gwałtownego hamowania, informując jednocześnie o zmianie nadawanego sygnału na czerwony.

Pozostałe sygnały
- sygnał zielony pulsujący – poleca pieszym znajdującym się na przejściu dla pieszych jak najszybciej je opuścić, informując jednocześnie o zmianie nadawanego sygnału na czerwony,
- sygnał żółty pulsujący – ostrzega o zwiększonym ryzyku niebezpieczeństwa oraz o zmianie organizacji ruchu – w tej sytuacji należy stosować się do znaków drogowych, a w przypadku ich braku, odwołać się do kodeksu ruchu drogowego.

W przypadku, gdy sygnalizator nie emituje żadnego sygnału, nie ma pewności, czy nie działa cały system sygnalizacyjny, czy nastąpiła awaria tylko jednej lampy, dlatego w takich przypadkach należy zwiększyć uwagę i uważnie obserwować zachowanie pozostałych uczestników ruchu, przestrzegając przy tym zasady ograniczonego zaufania.
Sygnalizacja świetlna może mieć specyficzny wygląd, np. w wielu miastach Stanów Zjednoczonych, zamiast „ludzików”, wyświetlają się napisy „walk” („idź”) i „don’t walk” („stój”).

## Sygnalizatory ogólne
Sygnalizatory ogólne nie posiadają żadnych symboli. Dotyczą wszystkich kierunków ruchu, które nie posiadają sygnalizacji kierunkowej. W Polsce zielone światło na sygnalizatorze ogólnym nie gwarantuje bezkolizyjności wykonywanego manewru skrętu: przy skręcie w prawo zazwyczaj występuje kolizja z pieszymi na poprzecznej drodze, a przy skręcie w lewo również z pojazdami jadącymi z przeciwka.

## Sygnalizatory kierunkowe
W Polsce sygnalizatory kierunkowe mają kształt czarnej strzałki na czerwonym lub żółtym tle oraz zielonej strzałki na czarnym tle. Sygnalizator taki dotyczy wówczas tylko wybranych kierunków ruchu oraz jest nadrzędny do sygnalizatorów ogólnych. Zielone światło na sygnalizatorze kierunkowym oznacza brak kolizji z innymi pojazdami, a także pieszymi i rowerzystami.
W Polsce, inaczej niż w innych krajach europejskich, zielone światło na sygnalizatorze do skrętu w lewo nie zezwala na zawracanie. Jest to możliwe tylko wtedy, gdy sygnalizator jawnie podaje sygnał zawracania (najczęściej w postaci dwóch strzałek: w lewo i w dół). Nie ma znaczenia czy znaki poziome zezwalają na zawracanie.

## Warunkowy skręt
Sygnalizatory mogą być wyposażone w sygnał zielonej strzałki, włączanej gdy urządzenie podaje czerwone światło. Sygnalizator taki zezwala na skręt po uprzednim zatrzymaniu się i upewnieniu się, że wykonywany manewr nie utrudni ruchu uczestnikom posiadającym zielone światło. Skręt warunkowy dozwolony jest tylko wówczas, gdy strzałka się świeci. W części krajów europejskich stosuje się tabliczki z rysunkiem strzałki; w Polsce tabliczki te zostały wycofane. Niektóre kraje (np. USA) nie posiadają osobnego zezwolenia na skręt warunkowy, jest on domniemany na mocy przepisów ruchu drogowego; są też kraje, w których w ogóle nie istnieje pojęcie skrętu warunkowego.
W Polsce strzałka do skrętu warunkowego w lewo zezwala również na zawracanie (chyba że zostało ono zabronione odpowiednim znakiem drogowym).

## Historia
Za pierwszą sygnalizację świetlną uznaje się urządzenie zamontowane na skrzyżowaniu ulic Bridge Street i Great George Street w Londynie, niedaleko Pałacu Westminsterskiego; konstruktorem jej był inżynier kolejnictwa z Nottingham John Peake Knight. Sygnalizację uruchomiono 9 grudnia 1868 r.; był to sterowany ręcznie semafor z lampą gazową, która wysyłała zielone i czerwone sygnały. Instalacja działała przez miesiąc, do czasu wybuchu gazu.
- 1914: pierwsza elektryczna sygnalizacja świetlna (zielono-czerwona), Cleveland (USA)
- 1920: zaczęto stosować oznaczenie trójkolorowe, Detroit (USA)
- 1922: po raz pierwszy skoordynowano sygnały na sąsiednich skrzyżowaniach, Salt Lake City (USA)
- 1928: uruchomiono pierwszą sygnalizację uzależnioną od sytuacji w ruchu (akomodacyjną), reagującą na sygnał klaksonu samochodu, Baltimore (USA)
- 1933: po raz pierwszy zastosowano sygnalizację wzbudzaną przez pieszych
- 1959: sygnalizacja uliczna zaczęła być sterowana komputerowo, Toronto (Kanada)

Polska
- 1926: pierwsza sygnalizacja świetlna została zamontowana na skrzyżowaniu Alei Jerozolimskich i ulicy Marszałkowskiej w Warszawie (po wojnie, wraz z odbudową miast i ulic instalowano równocześnie sygnalizację świetlną)
- 1967: przy ul. Grójeckiej w Warszawie pojawiła się pierwsza sygnalizacja wzbudzana przez pieszych
- 1968: w Warszawie, po raz pierwszy w Polsce, zastosowano system skoordynowanego sterowania sygnalizacją
- 1974: uruchomiono pierwszą w pełni akomodacyjną sygnalizację wielofazową

## Rozwiązania charakterystyczne dla poszczególnych krajów

### Hiszpania
W Hiszpanii przed przejściami dla pieszych istnieją inne, nieopisane powyżej sygnalizatory:
- sygnalizator z jednym lub dwoma pomarańczowymi światłami oraz światłem zielonym; migające pomarańczowe światło (lub dwa migające na przemian) sygnalizuje kolizję z pieszymi (zielone światło dla pieszych na przejściu); sygnalizator taki stosuje się przed przejściem dla pieszych za skrzyżowaniem
- sygnalizator, w którym zielone światło zostało zastąpione migającym pomarańczowym; sygnał czerwony ciągły oraz pomarańczowy ciągły mają takie samo znaczenie jak w normalnej sygnalizacji; światło pomarańczowe migające oznacza, że nie występuje kolizja z pieszymi, ale należy ustąpić pierwszeństwa innym pojazdom; stosuje się przed przejściami dla pieszych przed wjazdem na skrzyżowanie; sygnalizatory te występują również w wersji kierunkowej; migająca pomarańczowa strzałka oznacza nakaz skrętu, zazwyczaj stanowiąc powtórzenie znaku nakazu
- migająca pomarańczowa strzałka obok zwykłego sygnalizatora; sygnał taki nadawany razem z czerwonym światłem oznacza warunkowy skręt w kierunku pokazywanym przez strzałkę; w innych sytuacjach sygnalizuje kolizję z pieszymi i uzupełnia jeden z sygnalizatorów opisanych wyżej

### Grecja
- w Grecji sygnalizacje świetlne są często wyposażone w jedną lub dwie pomarańczowe migające strzałki; służą one do sygnalizowania istnienia kolizji z pieszymi po skręcie
- sygnalizatory dla pieszych nie mają migającego zielonego światła; światło z zielonego natychmiast zmienia się na czerwone

### Stany Zjednoczone

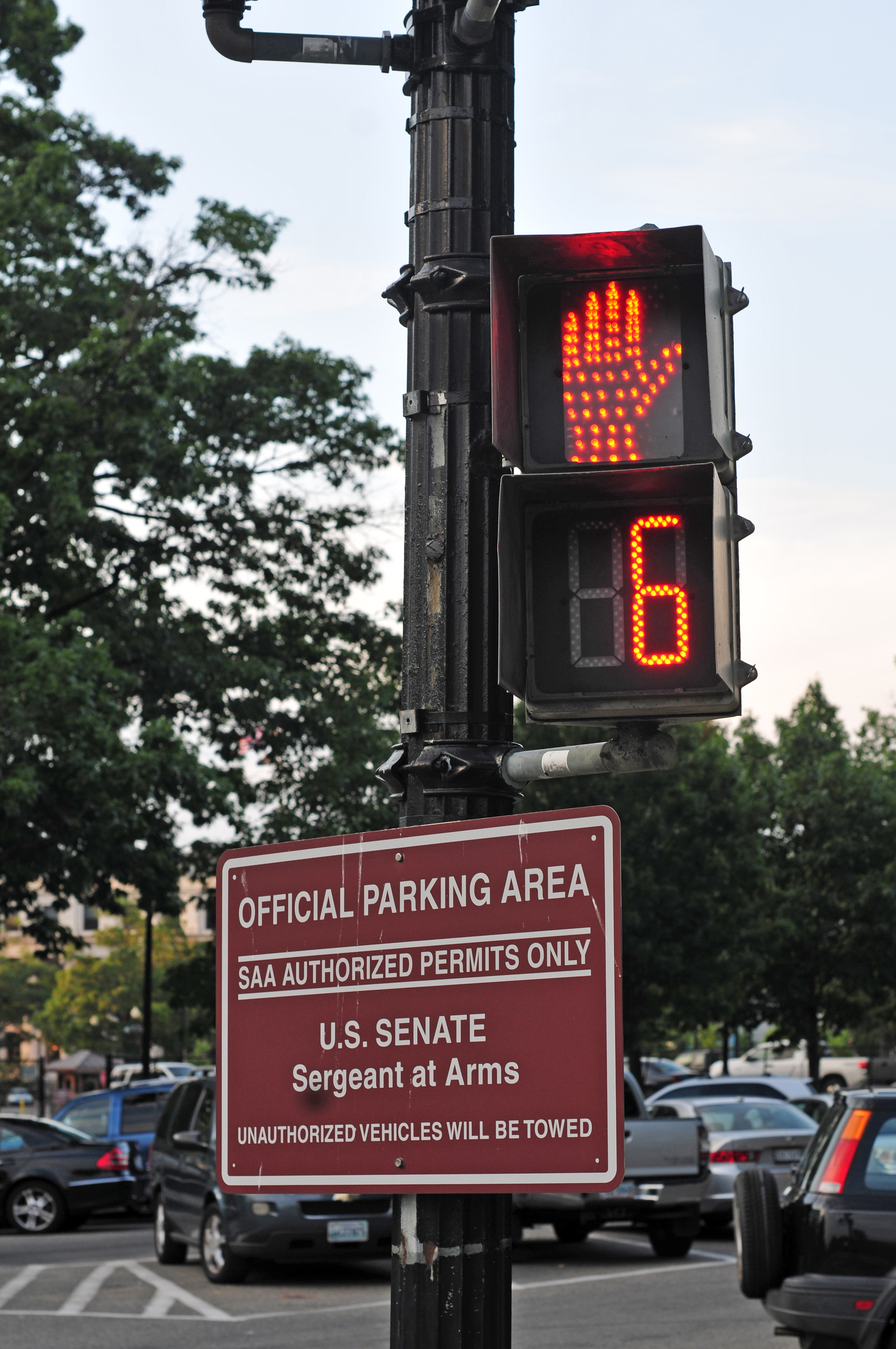
Waszyngton

W Stanach Zjednoczonych dopuszcza się możliwość sygnalizowania dwóch typów lewoskrętu: bezkolizyjnego (tzw. protected left-turn) oraz takiego, gdy występuje kolizja z pojazdami z przeciwka (permissive left-turn). Na jednym skrzyżowaniu mogą występować obydwa rodzaje lewoskrętu. Sygnalizatory takie mają 5 komór:
- czerwony sygnalizator ogólny
- światła: żółte i zielone
- strzałki w lewo: żółta i zielona

Istnieje kilka konstrukcji sygnalizatora:
- cztery lub pięć świateł w linii pionowej (wersja czterokomorowa nie posiada żółtej strzałki w lewo)
- tzw. dog house (dosł. buda dla psa) – czerwone światło, poniżej dwa pionowe zestawy żółtego i zielonego światła – jeden dla lewoskrętu, drugi ogólny
- Dallas Display (patrz poniżej)

Strzałki do skrętu w lewo, gdy są widoczne, dotyczą pojazdów skręcających w lewo. W razie ich braku, skręcający w lewo stosują się do sygnałów ogólnych. Taki sygnalizator może więc nadawać następujące sygnały:
- czerwone światło – zakaz wjazdu na skrzyżowanie
- zielone światło – podobnie jak w Polsce, skręt w lewo jest dozwolony, ale kolizyjny
- żółte światło – podobnie jak w Polsce
- czerwone światło i zielona strzałka – skręt w lewo jest bezkolizyjny, samochody z przeciwka też skręcają w lewo; jadący prosto i w prawo – zakaz wjazdu za sygnalizator
- czerwone światło i żółta strzałka – podobnie jak w Polsce światło żółte na sygnalizatorze kierunkowym
- zielone światło i zielona strzałka – bezkolizyjny skręt w lewo, jazda prosto i w prawo dozwolona; żaden inny wlot skrzyżowania nie ma zielonego światła
- zielone światło i żółta strzałka – jazda prosto i w prawo dozwolona, skręt w lewo za chwilę przestanie być bezkolizyjny

Zdarzały się przypadki na skrzyżowaniach o asymetrycznej konfiguracji lewoskrętów, że kierowca skręcając w lewo na żółtym świetle, zakładał, iż z przeciwka kierowcy też właśnie mają żółte światło. W efekcie dochodziło do kolizji, gdy kierowcy jadący prosto w rzeczywistości mieli nadal zielone światło. Sytuacja taka nosi nazwę żółtej pułapki (ang. yellow trap).
Jedną z metod rozwiązania problemu jest tzw. Advanced Green (zielone migające światło, informujące o bezkolizyjnym lewoskręcie – wówczas stosuje się zwykły sygnalizator trójkomorowy). Alternatywnie stosuje się tzw. Dallas Display – sygnalizator kierunkowy wyposażony w cztery światła:
- czerwona strzałka w lewo – znaczenie takie samo jak w Polsce
- żółta strzałka w lewo – znaczenie takie samo jak w Polsce
- żółta migająca strzałka w lewo – skręt w lewo jest dozwolony, ale występuje kolizja z pojazdami jadącymi z przeciwka
- zielona strzałka w lewo – lewoskręt jest bezkolizyjny

W Stanach Zjednoczonych dozwolony jest skręt w prawo na czerwonym świetle. Jeżeli występuje skrzyżowanie dwóch dróg jednokierunkowych i możliwy jest skręt w lewo, jest on również dozwolony w takiej sytuacji. Kierowca jest jednak obowiązany zatrzymać się przed sygnalizatorem i ustąpić pierwszeństwa uczestnikom ruchu, którzy mają zielone światło. Warunkowy skręt nie jest dozwolony w Nowym Jorku, w sytuacjach gdy został on zabroniony odpowiednim znakiem drogowym („Zakaz skręcania na czerwonym”, ang. No turn on red) lub gdy skręt jest sterowany sygnalizacją kierunkową.

### Świat
- w wielu krajach (np. Stany Zjednoczone, Francja) światło zielone nie jest poprzedzone sygnałem światła żółtego
- niektóre kraje (Serbia, Macedonia Północna, Chorwacja, Austria, Litwa, Białoruś) stosują sygnał zielony migający, poprzedzający światło żółte[4]; sygnał zielony migający zezwala na wjazd na skrzyżowanie; stosowany jest głównie z myślą o kierowcach samochodów ciężarowych, niezdolnych do gwałtownego hamowania, które w pewnych sytuacjach wjeżdżały na skrzyżowanie już na czerwonym świetle